# Spinning (sport)

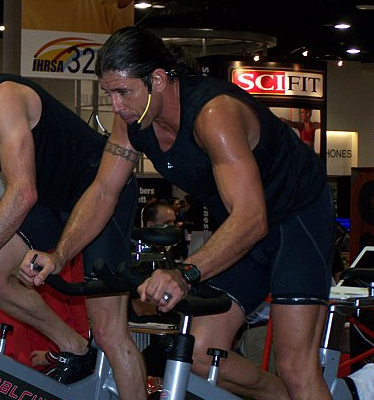
Un allenatore di spinning in azione

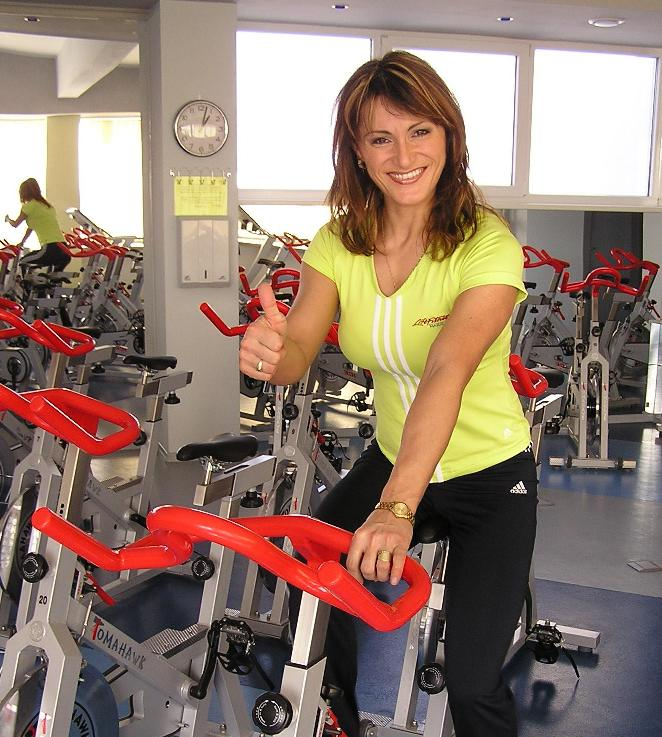
Un'allenatrice di spinning

Lo spinning è un'attività aerobica/anaerobica di gruppo su bicicletta stazionaria.
È stato importato dagli Stati Uniti in Europa nel 1995, è nato come preparazione in luoghi chiusi per il ciclismo su strada (indoor cycling).
Si pratica a varie velocità di pedalata, in genere con l'ausilio di un sottofondo musicale appropriato (ed a volte anche di una particolare illuminazione intermittente) che accompagna di momento in momento il ritmo di pedalata.
La lezione si svolge in gruppo, con la guida di un istruttore che, pedalando a sua volta, detta i ritmi di pedalata e dà le indicazioni agli atleti parlando tramite un microfono collegato all'impianto audio.
Si porta idealmente il ciclista in un immaginario viaggio, in cui la concentrazione e il coinvolgimento facilitano la mente nell'alleviare il senso di fatica.
L'uso del cardiofrequenzimetro è consigliato, come per qualsiasi altra attività cardiovascolare.
Il ritmo della musica, la resistenza della bicicletta ed eventualmente l'intermittenza delle luci vengono variati per accompagnare le immaginarie variazioni del percorso. Quando si simula un percorso in salita si utilizzano ritmi lenti con un aumento di resistenza della bicicletta, quindi la pedalata risulterà lenta e faticosa; l'opposto avviene simulando una discesa mantenendo comunque una minima resistenza sul volano. L'istruttore guida l'allenamento cercando di ottenere il massimo dai pedalatori (detti spinners).
Il pedalatore ha la possibilità di regolare autonomamente la resistenza, e quindi la difficoltà del percorso, secondo le proprie personali capacità, secondo il proprio grado di allenamento ed in base alle indicazioni date dall'istruttore.
Le lezioni hanno una durata massima di 50 minuti ed offrono un ottimo allenamento, con un alto dispendio calorico, migliorando non solo la potenza e la capacità lattacida ma anche il lavoro degli apparati cardio-circolatorio e respiratorio.